# 大学才人
大学才人（University Wits、ユニヴァーシティー・ウィッツ）とは、エリザベス朝期のイギリス（イングランド）で活躍した大学出身の劇作家たちのこと。

## 特徴と評価
イギリス・ルネサンスであった当時、多方面に応用のきく実践的な精神能力はwitと捉えられ、「大学才人」も多岐にわたる創作活動を行った。
Witは次第に文才、とくに図式的表現の洗練を重視するようになったが、悲劇の描写には限界があったとされ、それを打破したのがウィリアム・シェイクスピアだったといわれている。

## 主な作家
- ジョン・リリー（John Lyly）[2]
- ロバート・グリーン（Robert Greene）[2]
- トマス・ナッシュ（英語版）（Thomas Nashe）[2]
- ジョージ・ピール（英語版）（George Peele）[2]
- クリストファー・マーロウ（Christopher Marlowe）[2]
- トマス・ロッジ
- トマス・キッド

## 新大学才人
イギリスでは1944年教育法の制定後、新たな奨学資金獲得の途が開かれ、1950年代には「新大学才人（New University Wits）」と呼ばれる知識人や作家が現れた。